# 시드니 핀켈스타인
시드니 핑컬스타인(Sydney Finkelstein)은 다트머스 대학교 턱 비즈니스 스쿨의 스티븐 로스 교수직을 맡고 있으며 턱 경영 과정(TEP)의 학부 이사이다. 그는 또한 턱의 리더십 센터의 학부 이사이기도 하다. 그의 전문 분야는 비즈니스 리더십과 전략이다.
핀켈스타인은 1980년 콩코르디아 대학교에서 B.Comm 학위를 받았으며, 이후 런던 경제 대학교에서 M.Sc. 학위를 취득한 뒤 1988년에 콜럼비아 대학교에서 조직 경영 분야의 박사 학위를 받았다. 그는 콩코르디아 대학교와 남부 캘리포니아 대학교에서 학생들을 가르치기도 했다. 2007년에는 Academy of Management의 펠로우로 선정되었으며, BBC.com과 Forbes에 기고하고 있다.

## 책과 기사
핀켈스타인은 20권의 책과 79편의 논문을 출판했다. 또한 그는 인수합병의 발전 시리즈를 편집했다. (에메랄드 프레스).

### 학술 서적
- 시드니 핀켈스타인, 도널드 C. 햄브릭, 앨버트 A. 카넬라; 전략적 리더십: 경영진, 최고 경영진 및 이사회에 대한 이론 및 연구; 뉴욕; 옥스포드 대학 출판부; 2009. WorldCat에 따르면 이 책은 542개 도서관에 소장되어 있다.[1]
- 시드니 핀켈스타인, 도널드 C. 햄브릭; 전략적 리더십: 최고 경영진과 조직에 미치는 영향 미니애폴리스/세인트. 폴; 웨스트 펍. 주식회사; 1996.

### 인기도서
- 슈퍼보스: 뛰어난 리더가 인재의 흐름을 마스터하는 방법; 뉴욕, 포트폴리오/펭귄; 2016.
- 똑똑한 경영진이 실패하는 이유 뉴욕; 포트폴리오; 2003. 이 책은 51개 기업을 대상으로 6년간의 연구와 비즈니스 리더 200명의 인터뷰를 바탕으로 작성되었다.
- 다시 생각해 보십시오: 훌륭한 리더가 나쁜 결정을 내리는 이유와 그러한 결정이 발생하지 않도록 하는 방법; 매사추세츠주 보스턴; 하버드 비즈니스 프레스; 2009. Jo Whitehead 및 Andrew Campbell과 공동 집필. WorldCat에 따르면 이 책은 424개 도서관에 소장되어 있다.[2]
- 돌파 전략: 두 자릿수 성장이라는 과제를 해결한다. 뉴욕; 맥그로힐; 2007. Charles Harvey 및 Thomas C Lawton과 공동 집필

### 관리 및 리더십
핑컬스타인은 리더들에게 직속 부하 직원들을 교육자처럼 다뤄야 한다고 강조한다. 이 경영 교수이자 저자는 교사-리더가 부하 직원들과 정기적으로 대면하여 삶에 관한 교훈이나 전문가가 되는 방법 등을 전달한다고 말한다. 시드니 핑컬스타인은 인재 풀의 부활을 리더의 가장 중요한 성과 중 하나로 간주하며, 조직이 생존하고 성장하는 데 도움이 되는 리더의 가장 필수적인 업적 중 하나로 생각한다. 그의 책인 "Superbosses: How Exceptional Leaders Master the Flow of Talent"은 다른 사람들보다 인재 자본을 효율적으로 성장시킬 수 있는 다양한 산업 분야의 인물들을 리뷰하고 있다.